# Tour des Alpes-Maritimes
Tour des Alpes-Maritimes et du Var, wcześniej znany jako Tour du Haut-Var – początkowo jednodniowy, a następnie wieloetapowy wyścig kolarski rozgrywany corocznie od 1969 we francuskim departamencie Var.
Wyścig do 2008 (z wyjątkiem 1987, gdy odbyły się 2 etapy) był rozgrywany w formule jednodniowej, od 2009 odbywa się w wersji wieloetapowej. W 2005 został włączony do cyklu UCI Europe Tour z kategorią 1.1, od 2009 ma kategorię 2.1.
W swojej historii wielokrotnie zmieniał nazwę, najdłużej stosując wersję „Tour du Haut-Var”, którą w 2020 zastąpiła nazwa „Tour des Alpes-Maritimes et du Var”.

## Zwycięzcy
Opracowano na podstawie:
| Rok  | Pierwsze               | Drugie                 | Trzecie                |
| ---- | ---------------------- | ---------------------- | ---------------------- |
| 1969 | Raymond Poulidor       | Willy Monty            | Albert Van Vlierberghe |
| 1970 | René Grelin            | Wladimiro Panizza      | Roberto Poggiali       |
| 1971 | Désiré Letort          | Bernard Labourdette    | Jean-Pierre Paranteau  |
| 1972 | Frans Verbeeck         | Jean-Claude Genty      | Pierre Rivory          |
| 1973 | Joop Zoetemelk         | Roger Rosiers          | Luis Ocaña             |
| 1974 | Gerben Karstens        | Georges Talbourdet     | José Catieau           |
| 1975 | Raymond Delisle        | Miguel María Lasa      | Patrick Perret         |
| 1976 | Frans Verbeeck         | Jan Raas               | André Chalmel          |
| 1977 | Bernard Thévenet       | Henk Lubberding        | Johan De Muynck        |
| 1978 | Freddy Maertens        | Joop Zoetemelk         | Jean-Luc Vandenbroucke |
| 1979 | Joop Zoetemelk         | Jean Chassang          | Jean-René Bernaudeau   |
| 1980 | Pascal Simon           | Sean Kelly             | Guy Sibille            |
| 1981 | Jacques Bossis         | Francis Castaing       | Jean-Luc Vandenbroucke |
| 1982 | Sean Kelly             | Francis Castaing       | Paul Sherwen           |
| 1983 | Joop Zoetemelk         | Stephen Roche          | Kim Andersen           |
| 1984 | Éric Caritoux          | Robert Millar          | Pascal Simon           |
| 1985 | Charly Mottet          | Éric Caritoux          | Steve Bauer            |
| 1986 | Pascal Simon           | Marc Madiot            | Dag Otto Lauritzen     |
| 1987 | Rolf Gölz              | Ronan Pensec           | Martin Earley          |
| 1988 | Luc Roosen             | Sean Kelly             | Etienne De Wilde       |
| 1989 | Gérard Rué             | Roland Le Clerc        | Luc Roosen             |
| 1990 | Luc Leblanc            | Claude Criquielion     | Alberto Elli           |
| 1991 | Éric Caritoux          | Etienne De Wilde       | Wim Van Eynde          |
| 1992 | Gérard Rué             | Fabian Jeker           | Frédéric Moncassin     |
| 1993 | Thierry Claveyrolat    | Fabian Jeker           | Gérard Guazzini        |
| 1994 | Laurent Brochard       | Eddy Seigneur          | Ronan Pensec           |
| 1995 | Marco Lietti           | Luca Scinto            | Giuseppe Guerini       |
| 1996 | Bruno Boscardin        | Léon van Bon           | Tristan Hoffman        |
| 1997 | Rodolfo Massi          | Richard Virenque       | Laurent Jalabert       |
| 1998 | Laurent Jalabert       | Pascal Chanteur        | Emmanuel Magnien       |
| 1999 | Davide Rebellin        | Beat Zberg             | Christophe Bassons     |
| 2000 | Daniele Nardello       | Andriej Kiwilew        | Davide Rebellin        |
| 2001 | Daniele Nardello       | Nicolaj Bo Larsen      | Davide Rebellin        |
| 2002 | Laurent Jalabert       | Aleksandr Winokurow    | Robbie McEwen          |
| 2003 | Sylvain Chavanel       | Samuel Sánchez         | Andriej Kiwilew        |
| 2004 | Marc Lotz              | Dmitrij Fofonow        | Stijn Devolder         |
| 2005 | Philippe Gilbert       | Ruggero Marzoli        | Cédric Vasseur         |
| 2006 | Leonardo Bertagnolli   | Pietro Caucchioli      | Jurgen van de Walle    |
| 2007 | Filippo Pozzato        | Simon Gerrans          | Ricardo Serrano        |
| 2008 | Davide Rebellin        | Rinaldo Nocentini      | Aleksandr Boczarow     |
| 2009 | Thomas Voeckler        | David Moncoutié        | Jussi Veikkanen        |
| 2010 | Christophe Le Mével    | Bert De Waele          | Julien El Fares        |
| 2011 | Thomas Voeckler        | Julien Antomarchi      | Rinaldo Nocentini      |
| 2012 | Jonathan Tiernan-Locke | Julien El Fares        | Julien Simon           |
| 2013 | Arthur Vichot          | Lars Boom              | Laurens ten Dam        |
| 2014 | Carlos Betancur        | Samuel Dumoulin        | Amaël Moinard          |
| 2015 | Ben Gastauer           | Philippe Gilbert       | Jonathan Hivert        |
| 2016 | Arthur Vichot          | Jesús Herrada          | Diego Ulissi           |
| 2017 | Arthur Vichot          | Julien Simon           | Romain Hardy           |
| 2018 | Jonathan Hivert        | Alexis Vuillermoz      | Rudy Molard            |
| 2019 | Thibaut Pinot          | Romain Bardet          | Hugh Carthy            |
| 2020 | Nairo Quintana         | Romain Bardet          | Richie Porte           |
| 2021 | Gianluca Brambilla     | Michael Woods          | Bauke Mollema          |
| 2022 | Nairo Quintana         | Tim Wellens            | Guillaume Martin       |
| 2023 | Kévin Vauquelin        | Aurélien Paret-Peintre | Neilson Powless        |
| 2024 | Benoît Cosnefroy       | Vincenzo Albanese      | Aurélien Paret-Peintre |
| 2025 | Christian Scaroni      | Santiago Buitrago      | Lenny Martinez         |